# Deutsche Helden
Deutsche Helden ist ein propagandistischer, deutscher Kriegs-Stummfilm des Jahres 1914 von Franz Hofer.

## Handlung
Man schreibt das Jahr 1898: Ein Ingenieur einer Munitionsfabrik erwischt seine Frau vermeintlich in flagranti mit einem Liebhaber, ausgerechnet ein Kollege von ihm. Daraufhin schlägt der Ingenieur den Nebenbuhler nieder und jagt seine Frau aus dem Haus. Während der Ingenieur davon ausgeht, dass es den Mann in ehebrecherischer Absicht in sein Haus verschlug, liegt die Wahrheit jedoch woanders: der Kollege war darauf aus, eine wichtige Erfindung des Ingenieurs zu stehlen, die Konstruktionspläne für ein spezielles Geschütz.
Sechzehn Jahre sind seitdem vergangen, und trotz dieser schrecklichen Begebenheit hat der Ingenieur seine Frau nie vergessen. Nun aber ist der Krieg ausgebrochen und der Ingenieur wird eingezogen. In Belgien wird er in Kämpfe mit Francs-tireurs verwickelt. Bei der Einnahme eines Hauses trifft er nach vielen Jahren seine fortgejagte Frau und den gemeinsamen Sohn wieder, die seit der Trennung dort leben. Die angeblich Ungetreue wollte heim nach Deutschland, kam aber bei Ausbruch der Feindseligkeiten im August 1914 nicht mehr über die Grenze. Nun aber tritt der Sohn in die deutsche Armee ein und kittet damit das einst durch ein Missverständnis zerschnittene Band der beiden Eheleute.

## Produktionsnotizen
Deutsche Helden, auch geführt unter dem Zweittitel Um des Lebens Glück betrogen, ist ein typisches Beispiel für einen filmischen Schnellschuss als unmittelbare Reaktion auf den Ausbruch des Ersten Weltkriegs. Der im Luna-Film-Atelier in Berlins Friedrichstraße 224 gedrehte Dreiakter passierte die Filmzensur im November 1914 und wurde am 4. Dezember 1914 in den Kammerlichtspielen am Potsdamer Platz uraufgeführt.
Die Filmbauten stammen von Fritz Kraencke.

## Zeitgeschichtliche Einordnung
Oskar Kalbus versuchte 1935, aus einer nationalsozialistischer Sichtweise, unter der Kapitelüberschrift „Feldgrauer Filmkitsch“ eine Einordnung dieses Filmgenres, das vor allem 1914 und 1915 im Deutschen Reich eine wahre Hausse erlebte. Er schreibt:

„Ein gewisser Stamm routinierter Filmfabrikanten ließ sich aber nicht ängstlich machen. Zuerst einmal ließen sie ihre mannigfaltigen Beziehungen spielen, um vom Kriegsdienst befreit zu werden, denn sie fühlten sich, eingedenk eines altrömischen Erfahrungssatzes, berufen, in der ruhigeren Heimat dem deutschen Volk mit sensationellen Treffern „panem et circensis“ zu bieten, d.h. in ihrem Sinne: Erholung und Zerstreuung, Ermunterung und Ermutigung. Alles das sollte nun das Kino bieten. Man hoffte, daß die allgemeine Freude an den Siegen unseres Heeres den Wunsch nach Mitteilsamkeit, nach ablenkenden Erlebnissen und vor allen Dingen nach Zusammenballung der Menschen im „Theater des kleinen Mannes“ zeitigen würde. So entstand über den aktuellen Filmaufnahmen von den Kriegsschauplätzen hinaus der feldgraue Filmkitsch – oder der sogenannte „patriotische“ Film der Jahre 1914/15.“

## Kritik
„Man darf nun füglich bereits jedem Luna-Film mit Interesse entgegensehen, denn diese deutsche Fabrik hat es verstanden, ihren Ereignissen in Beziehung auf Qualität eine gewisse Stabilität zu verleihen. Sie hat es zuwege gebracht, in Ausführung und technischer Richtung alle Erscheinungen des ausländischen Marktes nicht nur festzuhalten, sondern zu übertreffen. In dem neuen Drama „Deutsche Helden“ sind zum Beispiel Interieuraufnahmen zu sehen, wie wir sie bisher in dieser Art und in dieser Fülle nur selten zu sehen bekamen. Der Fabrik steht aber auch ein Dramaturg und Regisseur, Franz Hofer, zur Seite, der nicht nur geschmackvolle Sujets erfinden, sondern sie auch mit Geschick ins Leben zu setzen weiß. (…) Das Bild ist ungemein geschickt gesteigert und von packender Wirkung.“